# Ryōichi Yamanaka
Ryōichi Yamanaka – japoński zapaśnik walczący w stylu wolnym. Brązowy medalista mistrzostw Azji w 2014 roku.